# Quá trình đốt cháy silic
Trong vật lý thiên văn, đốt cháy silic là một chuỗi rất ngắn  các phản ứng tổng hợp hạt nhân xảy ra trong các ngôi sao lớn với khối lượng tối thiểu khoảng 8-11 khối lượng Mặt Trời. Đốt cháy silic là giai đoạn hợp nhất cuối cùng đối với các ngôi sao khổng lồ đã cạn kiệt nhiên liệu cung cấp năng lượng cho chúng trong suốt cuộc đời dài trong chuỗi chính trên sơ đồ Hertzsprung-Russell. Nó tuân theo các giai đoạn trước của quá trình đốt cháy hydro, heli, carbon, neon và oxy.
Quá trình đốt cháy silic bắt đầu khi lực hấp dẫn làm tăng nhiệt độ lõi của ngôi sao lên 2,7, 3,5 tỷ Kelvin (GK). Nhiệt độ chính xác phụ thuộc vào khối lượng. Khi một ngôi sao đã hoàn thành giai đoạn đốt cháy silicon, không thể hợp nhất thêm nữa. Ngôi sao sụp đổ một cách thảm khốc và có thể phát nổ trong cái được gọi là siêu tân tinh loại II.

## Trình tự phản ứng tổng hợp hạt nhân và phản ứng quang hóa silic
Sau khi một ngôi sao hoàn thành quá trình đốt cháy oxy, lõi của nó bao gồm chủ yếu là silicon và lưu huỳnh. Nếu nó có khối lượng đủ cao, nó hợp đồng tiếp tục cho đến khi cốt lõi của nó đạt đến nhiệt độ trong khoảng từ 2,7-3,5 GK (230-300 keV). Ở những nhiệt độ này, silicon và các nguyên tố khác có thể phát quang, phát ra một hạt proton hoặc hạt alpha. Quá trình đốt silic được tiếp tục do quá trình phân rã quang hóa sắp xếp lại, mà tạo ra nguyên tố mới bằng cách thêm một trong các hạt alpha thoát ra  (tương đương với một hạt nhân heli) mỗi bước bắt hạt nhân theo trình tự sau (photoejection của alpha không hiển thị):
Trình tự đốt cháy silicon kéo dài khoảng một ngày trước khi bị sóng xung kích phát ra do sự sụp đổ lõi. Quá trình cháy sau đó trở nên nhanh hơn nhiều ở nhiệt độ cao và chỉ dừng lại khi chuỗi sắp xếp lại đã được chuyển đổi thành niken-56 hoặc bị dừng lại bởi quá trình phóng và làm mát siêu tân tinh. Ngôi sao không còn có thể giải phóng năng lượng thông qua phản ứng tổng hợp hạt nhân vì một hạt nhân có 56 hạt nhân có khối lượng thấp nhất trên mỗi hạt nhân của tất cả các nguyên tố trong chuỗi quá trình alpha. Chỉ có vài phút để niken-56 phân rã trong lõi của một ngôi sao lớn và chỉ vài giây nếu ở trong ejecta. Ngôi sao đã hết nhiên liệu hạt nhân và trong vài phút, lõi của nó bắt đầu co lại.